# Glossotrophia annae
Glossotrophia annae är en fjärilsart som beskrevs av Von Mentzer 1990. Glossotrophia annae ingår i släktet Glossotrophia och familjen mätare. Inga underarter finns listade i Catalogue of Life.